# ジュリアーノ・ヴィクトル・デ・パウラ
ジュリアーノ・ヴィクトル・デ・パウラ（Giuliano Victor de Paula, 1990年5月31日 - ）は、ブラジル・パラナ州クリチバ出身のプロサッカー選手。サントスFC所属。ブラジル代表。ポジションはミッドフィールダー。

## 経歴

### クラブ
2005年にパラナ・クルーベのユースでキャリアをスタートし、2007年2月にプロ契約を締結。2009年にインテルナシオナルに移籍、同年2月11日にデビューを果たした。2010年、コパ・リベルタドーレス決勝・グアダラハラ戦では2試合合計5-3で勝利し優勝。自身も2得点を挙げ貢献した。2011年1月、ウクライナ・プレミアリーグのFCドニプロに移籍。2012-13シーズンにはコノプリャンカと中盤でコンビを組んでUEFAヨーロッパリーグでの決勝トーナメントへ進出した。
母国への帰還を経て、2016年7月26日にロシア・プレミアリーグのFCゼニト・サンクトペテルブルクへ4年契約で完全移籍。2016年8月12日のロストフ戦でデビューを果たした。UEFAヨーロッパリーグではグループリーグ終了時点で6得点を記録し得点ランキングのトップに立つと、ラウンド32のアンデルレヒト戦でも2得点を挙げ、ローマのエディン・ジェコと並んで8得点で大会得点王に輝いた。しかし翌2017-18シーズンにはロベルト・マンチーニ監督の戦術的な変更もあって移籍金が設定され退団が促された。
2017年8月12日、トルコ・スュペル・リグのフェネルバフチェSKへ4年契約で完全移籍。移籍金は600万ユーロ。
2018年8月20日、サウジ・プロフェッショナルリーグのアル・ナスルへ移籍した。移籍金は1050万ユーロ。

### 代表
2007年の南米U-17選手権で優勝を経験し、FIFA U-17ワールドカップ出場権を獲得した。U-17ワールドカップではベスト16で敗退するも自身は2ゴールを挙げた。2009年には南米ユース選手権に出場し2ゴールを挙げ、チームの優勝に貢献した。またFIFA U-20ワールドカップでも1ゴールを挙げチームを準優勝に導き、自身もブロンズボールを獲得した。
2010年10月7日、イランとの親善試合でブラジルA代表デビューを果たした。その後は代表から遠ざかっていたが、2016年にチッチが監督に就任するとクラブでの活躍もあって代表に復帰した。

## タイトル

### クラブ
インテルナシオナル
- カンピオナート・ガウショ : 2009
- スルガ銀行チャンピオンシップ : 2009
- コパ・リベルタドーレス : 2010

### 代表
ブラジル代表
- 南米U-17選手権 : 2007
- 南米ユース選手権 : 2009

### 個人
- FIFA U-20ワールドカップ・ブロンズボール : 2009
- UEFAヨーロッパリーグ得点王 : 2016-17